# Цилитлинский сельсовет
Цилитлинский сельсовет  — административно-территориальная единица и муниципальное образование со статусом сельского поселения в Гумбетовском районе Дагестана Российской Федерации.
Административный центр — село Цилитль.

## Население
| 2002  | 2010  | 2012  | 2013  | 2014  | 2015  | 2016  |
| ----- | ----- | ----- | ----- | ----- | ----- | ----- |
| 1300  | ↗1570 | ↗1571 | ↗1584 | ↗1587 | ↗1592 | ↗1596 |
| 2017  | 2018  | 2019  | 2020  | 2021  | 2023  | 2024  |
| ↗1614 | ↗1632 | ↗1652 | ↗1662 | ↘1438 | ↗1451 | ↗1464 |

## Состав
| № | Населённый пункт | Тип населённого пункта       | Население |
| - | ---------------- | ---------------------------- | --------- |
| 1 | Цилитль          | село, административный центр | ↗627      |
| 2 | Цияб-Цилитли     | село                         | ↘811      |